# 數碼服務站

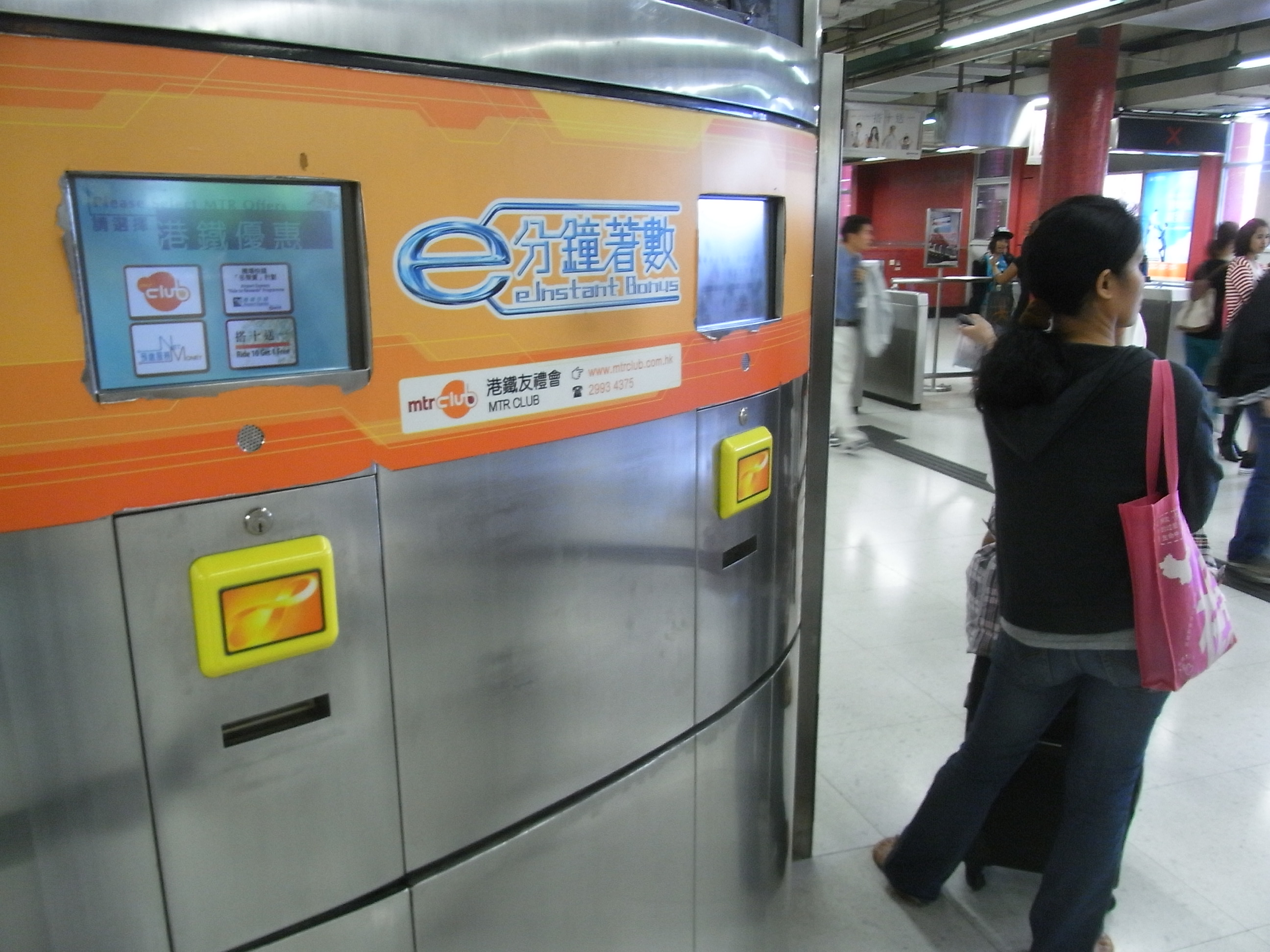
在港鐵車站內的「e分鐘著數」終端機

「數碼服務站」（英語：Digital Service Kiosk）是由港鐵公司安裝於港鐵車站內的機器，向MTR分會員提供自助服務。
港鐵「數碼服務站」終端機通常設於車站的收費區外近出口的位置，以便乘客使用，但亦有例外；部份出入口被分隔的車站設有2部「數碼服務站」終端機供使用者使用。

## 歷史
「e分鐘著數」機在2001年由地鐵公司推出，原打算仿效日本的優惠券機器，乘客只須以八達通在機上的八達通讀卡器上拍卡，系統即會從八達通卡扣除$1，就會讓乘客揀選想獲得的優惠券並即時列印出來，並聲稱不消一分鐘便可獲得需要的優惠。不過，由於優惠券不吸引，後來改了作其他用途，包括登記為港鐵友禮會會員、管理會員賬戶、查閱獎分、換領獎賞、購買昂坪360纜車換票證、廣九直通車車票換票證、網絡遊戲及服務商之點數卡或儲值券、車票換領（包括以前的「十送一」車票及現在的「搭一百賞一票」車票換領券）等，當中部份已經取消。由於東涌站非常接近昂坪360，故不提供纜車換票證服務。在兩鐵合併之後，港鐵在十多個東鐵綫、西鐵綫及馬鞍山綫安裝「e分鐘著數」機，有關機器已經投入服務。
2006年5月4日，港鐵在「e分鐘著數」機推出了「開心指數」，乘客可到「e分鐘著數」機碰運氣並列印當日的開心指數，活動於2006年6月16日結束；2010年2月14日，港鐵在「e分鐘著數」機推出「戀愛星願」，向持有八達通的乘客免費提供優惠券，推廣於2010年3月14日結束。兩次的活動均令部份車站的「e分鐘著數」機出現排隊的人龍。
在「搭一百賞一票」與「搭十送一」優惠計劃推出期間，乘客亦可使用本機換領單程票換領券，於下一星期日或之前才到客務中心換領免費單程票。
由2016年7月19日起，「e分鐘著數」改稱為「會員服務站」，為“港鐵友禮會”及機場快綫「多乘賞」計劃會員提供自助服務。
由2020年5月5日起，「會員服務站」改稱為「數碼服務站」為“MTR分”會員提供自助服務。

## 外部連結
- 港鐵 - 「會員服務站」 （页面存档备份，存于）
- 香港鐵路大典：wikia:c:hkrail:會員服務站